# Nerito
Nerito o Nerite (in greco antico: Νηρίτης?, Nērítēs), è un personaggio della mitologia greca ed unico figlio maschio di Nereo e di Doride e quindi fratello delle cinquanta Nereidi.

## Mitologia
Dalle sorelle e dai genitori aveva ereditato un bellissimo aspetto, tanto da far innamorare Afrodite nel periodo in cui la dea viveva nel mare. Quando Afrodite dovette salire sull'Olimpo volle portare con sé Nerito ma il giovane preferì restare con il padre Nereo e le sorelle e la dea lo trasformò in una conchiglia.
In un altro mito tale metamorfosi è attribuita alla gelosia che Elio provava per la rapidità con cui Nerito, amante di Poseidone, seguiva il dio tra le onde.